# Pierre Liotard-Vogt
Pour les articles homonymes, voir Liotard, Vogt et Liotard-Vogt.
Pierre Liotard-Vogt (14 décembre 1909, Londres - 15 novembre 1987, Blonay) est un chef d'entreprise français, président du groupe Nestlé de 1973 à 1982.

## Biographie
Pierre Liotard-Vogt est le fils d'Alfred Liotard-Vogt, directeur-général et administrateur du groupe Nestlé et d'Anglo-Swiss Condensed Milk Co, et d'Enrica Cerasoli ; le petit-fils de Gustave Liotard-Vogt, procureur général et premier président honoraire de la Cour des comptes, 
Il sort diplômé de HEC Paris en 1931.
Entré en 1933 dans le groupe Nestlé, il y exerce différentes fonctions de direction.
En 1967, il entre au conseil d'administration du groupe, dont il devient administrateur-délégué de 1968 à 1975 et président de 1973 à 1982. Sous sa direction, Nestlé entre au capital de Vittel et de L'Oréal, qui sont parmi les investissements les plus réussis de Nestlé. Il devient administrateur de ces sociétés.
Pierre Liotard-Vogt a été l'un des dirigeants les plus influents et les mieux rémunérés en Europe. Dans son château familial en France, le château de Nailly, il recevait ses amis à la chasse, y compris l'ancien président français François Mitterrand.
En privé, il a été très impliqué dans le Centre Français de Protection de l'Enfance, dans lequel il a financé par le biais de sa fondation, l'« Association Pierre Liotard-Vogt ». La Fondation est aujourd'hui dirigée par son fils, Bertrand Liotard-Vogt et son petit-fils Patrick Liotard-Vogt (président d'ASmallWorld (en)).

### Distinctions
Pierre Liotard-Vogt est nommé officier dans l'ordre national de la Légion d'honneur en 1959 et citoyen d'honneur de la ville de Vevey en 1976.

### Mariage et descendance
Il épouse en 1944 Jacqueline Gallay (1905-1999) fille de Robert Gallay, cofondateur et premier secrétaire général de la Fédération internationale de tennis, et d'Abeille Villard-Gallay. Deux fils sont issus de ce mariage :
- Jacques Liotard-Vogt
- Bertrand Liotard-Vogt

## Publications
- Ombres et lumières des entreprises multinationales (1973)